# Kekaumenosz
Kekaumenosz (görögül: Κεκαυμένος) az egyébként ismeretlen bizánci szerzőnek, a Strategikon című könyv szerzőjének családneve.
Ez a könyv 1075-1078 körül íródott. A hasonló nevű egyéb bizánci könyvekkel ellentétben ez nem szigorúan katonai kézikönyv, hanem általános tanácsokat tartalmaz katonai, közigazgatási és háztartási ügyekben, gyakran 11. századi eseményekből vett példákkal illusztrálva. Nyilvánvalóan grúz-örmény származású, és Hellas tartomány vezetőjének (dux) unokája volt. A vonatkozó feltételezések ellenére nincs konkrét bizonyíték arra, hogy ő a híres 11. századi Katakalon Kekaumenosz tábornok, vagy annak fia lenne.
Apósa Nikulitzasz Delphinasz volt, Lárisza ura, aki részt vett a vlachok (arománok) lázadásában Thesszáliában 1066-ban  A 11. századi tudós Kekaumenosz a vlach őshazájáról írt, amely „a Duna és [...] a Száva mentén, ahol manapság a szerbek élnek". A vlachokat a dákokkal és a bésszoszokal hozza kapcsolatba. Tette ezt az akkori archaikus stílusban, ahol a balkáni térségre és Macedóniára Dácia néven hivatkozott. Leírásából nyilvánvaló, hogy összetévesztette egymással Dacia Trajana és Dacia Aureliana tartományokat, illetve azok lakosait.

## Fordítás
Ez a szócikk részben vagy egészben  a   Kekaumenos című angol Wikipédia-szócikk ezen változatának fordításán alapul.  Az eredeti cikk szerkesztőit annak laptörténete sorolja fel. Ez a jelzés csupán a megfogalmazás eredetét és a szerzői jogokat jelzi, nem szolgál a cikkben szereplő információk forrásmegjelöléseként.